# エネルギー (小説)
『エネルギー』は、黒木亮の小説。
『日経ビジネスオンライン』に2年間連載後、2008年11月に日経BP社より単行本が上下巻で発売された。2010年9月に講談社文庫版が上中下巻で出版された。

## あらすじ
「国際資源戦争」の最前線を描いた経済小説。サハリンの巨大ガス田開発（サハリンB）を中心に、イランの「日の丸」油田をめぐる暗闘（オイル・スキーム融資案件やアザデガン油田開発案件）、デリバティブで大きな損失を発生させる中国の会社の話などをからめて構成している。

## 主な登場人物
金沢 明彦（かなざわ あきひこ）旧財閥大手総合商社、五井（いつい）商事。
亀岡 五郎（かめおか ごろう）トーニチ総合商社取締役中東総支配人。
十文字 一（ともんじ はじめ）通産官僚資源エネルギー庁石油政策担当企画官。
秋月 修一（あきづき しゅういち）エネルギー・デリバティブの専門家。